# Алиев, Этибар Бёюкага оглы
Этибар Бёюкага оглы Алиев (азерб. Etibar Böyükağa oğlu Əliyev; 11 июля 1955, Ленкорань — 23 августа 1993, Ленкорань) — участник народного сопротивления сепаратистам, Национальный Герой Азербайджана (1993, посмертно).

## Биография
Родился Этибар Алиев 11 июля 1955 года в городе Ленкорани, ныне Республика Азербайджан.  В Ленкорани он прошёл обучение в средней общеобразовательной школе №5, закончил 8-й класс. В 1969 году окончил обучение в технико-профессиональном училище № 34, получил специальность плотника. В 1973 году был призван на срочную службу в ряды Советской армии, служил на территории Саратовской области. Демобилизовался в 1975 году.
После службы вернулся домой, стал работать в коммунальной службе, затем перешёл на работу на консервный комбинат, после трудился на малое предприятие «Севиндж» в родном городе.
Активно принимал участие в общественно-политических событиях на территории бывшей Азербайджанской ССР. В январе 1990 года, когда в Азербайджан были введены части Советской Армии, Этибар Алиев был задержан советскими военными и находился под арестом в течение 30 суток.
Погиб в Ленкорани 23 августа 1993 года, когда группа мятежных сепаратистов, стремившихся расколоть целостность государства, под предлогом создания “Талыш-Муганской Республики”, устроила погром в южном регионе Азербайджана. В эти дни были убиты несколько невинных людей. Мужская часть населения встав на защиту своих семей и близких, в числе которых и был Этибар Алиев, дала отпор нарушителям. В проводимых операциях Этибар Алиев погиб.
В настоящее время членское удостоверение № 1 Партии «Мусават» принадлежит Герою Азербайджана Этибару Алиеву.
Был женат, воспитывал двоих дочерей.

## Память
Указом президента Азербайджанской Республики от 24 августа 1993 года Этибару Бёюкага оглы Алиеву было присвоено звание Национального Героя Азербайджана (посмертно).
Похоронен в Аллее Шехидов города Ленкорань.
- Его именем названа одна из улиц в городе Ленкорань.
- Бюст Герою Азербайджана был установлен на городской площади «23 августа» в Ленкорани.